# Бризгалов Ілля Миколайович
Ілля Миколайович Бризгалов (рос. Илья Николаевич Брызгалов; 22 червня 1980, м. Тольятті, СРСР) — російський хокеїст, воротар. Заслужений майстер спорту Росії (2002).
Вихованець хокейної школи «Лада» (Тольятті). Виступав за «Лада» (Тольятті), «Анагайм Дакс», «Цинциннаті Майті-Дакс» (АХЛ), «Фінікс Койотс», «Філадельфія Флайєрс», ЦСКА (Москва).
В чемпіонатах НХЛ — 376 матчів, у турнірах Кубка Стенлі — 27.
У складі національної збірної Росії учасник зимових Олімпійських ігор 2002, 2006 і 2010 (3 матчі), учасник чемпіонату світу 2000 і 2009 (11 матчів). У складі молодіжної збірної Росії учасник чемпіонату світу 2000.

## Досягнення
- Бронзовий призер зимових Олімпійських ігор (2002)
- Чемпіон світу (2009)
- Володар Кубка Стенлі (2007)
- Срібний призер молодіжного чемпіонату світу (2000).